# USS Illinois (BB 65)
Az USS Illinois az Egyesült Államok Haditengerészetének ötödik Iowa osztályú csatahajója volt, illetve a negyedik hajó, amit a 21. állam után neveztek el.
A hajó törzsét eredetileg az első Montana osztályú csatahajó törzsének szánták, de a második világháború miatti változások eredményeképp Iowa osztályú hajóként folytatták az építést. A csatahajó számos tekintetben jobb lett így, mint ha megmaradtak volna a Montana osztály tervei mellett. Ilyen előny volt például, a nyolc csomóval nagyobb sebesség, a több 20 és 40 mm-es légvédelmi ágyú vagy a Panama-csatornán való átkelés képessége. Másfelől a nagyobb fegyverekből kevesebbet tudtak a hajóra rakni, illetve a USS Montana-ra tervezett erősebb páncélzat sem épült meg.
Testvérhajójához, a Kentucky-hoz hasonlóan az Illinois is még a hajógyárban volt a második világháború végén. 1945 augusztusában a hajó építését leállították, de a hajótestet egészen 1958-ig nem bontották szét.

## Felépítése
A második Vinson-törvény (mely a haditengerészeti erők 20%-os növelését lehetővé tette) 1938-as elfogadásával lehetőség nyílt a négy South Dakota osztályú csatahajó, és az első két Iowa osztályú csatahajó megépítésére, de az Iowa osztály későbbi négy hajójának építését csak 1940-től lehetett elkezdeni. Ebből a négy hajóból pedig kettőt - a BB 65 és BB 66 jelűt - eredetileg Montana osztályú csatahajónak szánták.
Az elképzelések szerint a BB 65 lett volna az Egyesült Államok válasza a japánok Jamato osztályú csatahajóira, melynek építéséről az amerikai haditengerészet legfelsőbb vezetése már tudott. Pletykák keringtek arról is, hogy a Jamato és a Muszasi 457 mm-es, vagy még ennél is nagyobb kaliberű lövegekkel fog rendelkezni. Hogy fel tudják venni a versenyt a japánokkal, az amerikai haditengerészetnél egy 58 000 tonna vízkiszorítású, 12 darab 406 mm-es löveggel rendelkező hajó tervezésébe kezdtek. A hajó tervei az 1930-as évek közepe felé kezdtek alakot ölteni, a USS Montana csatahajóban. A USS Montanán, és a többi Montana osztályú csatahajón hárommal több 406 mm-es löveg lett volna, mint a korábbi, Iowa osztályú hajókon. Emellett a másodlagos fegyverzetet is erősebb, 130 mm-es lövegek váltották volna fel, valamint növelték volna a páncélzatot, hogy ellenálljon a 410 mm-es lövegeknek, és az 1200 kg-os lövedékeknek.
A Montana tűzerejének, és páncélzatának növelése viszont negatív hatással volt a hajó sebességére, valamint így már nem tudott átkelni a Panama-csatornán. Az utóbbi probléma viszont hamarosan megoldódott a csatorna harmadik, és egyben nagyobb zsilipjének megépülésével. Amikor az 1930-as évek végén az európai helyzet kezdett elfajulni, az Egyesült Államokban egyre inkább aggódni kezdtek a hadihajók óceánok közti mozgatása miatt. A legnagyobb amerikai hajóknak, méreteik miatt már ekkor is problémáik akadtak a zsilipekkel, az aggodalmakat pedig tovább fokozta, a zsilipek elleni légitámadás lehetősége. 1939-ben, hogy megszüntessék a problémákat, a Panama-csatornánál új zsilipek építésébe kezdtek, melyek az épülő, vagy tervezett, nagyobb hadihajók átkelését is lehetővé tették. Ezen új zsilipeknek köszönhetően a Montana osztályú hajók közlekedni tudtak volna a Csendes- és Atlanti-óceán között, Dél-Amerika megkerülése nélkül. A Montana osztály lett volna az egyetlen amerikai hajóosztály, melynek tagjai fel tudták volna venni a versenyt a japán Jamato osztály hajóival, páncélzatukat, fegyverzetüket és tömegüket tekintve.
1942-ben az Egyesült Államok Haditengerészete a repülőgép-hordozók építésére helyezte a hangsúlyt, miután ezek a hajók komoly sikereket értek el a Korall-tengeri, és Midwayi csatákban. Így tehát az amerikai hajógyárak elsődleges célja az Essex osztályú repülőgép-hordozók legyártása lett. Az Essex osztály repülőgép-hordozói jelentős mértékben hozzájárultak ahhoz, hogy az Egyesült Államok meg tudja szerezni a légifölényt a Csendes-óceáni hadszíntéren. Később pedig az amerikai haditengerészet legkomolyabb fegyverei lettek a Japán Birodalom elleni küzdelemben. Ennek következtében a North Carolina, South Dakota és Iowa osztályú csatahajók páncéljából lefaragtak, hogy növelni tudják a hajók sebességét. Erre azért volt szükség, hogy a csatahajók elég gyorsak legyenek, hogy kísérni tudják az Essex osztályú repülőgép-hordozókat, ezzel is növelve azok védelmét.

## Építése
Mikor a BB–65-öt áttervezték Iowa osztályú csatahajóvá, a hajó megkapta az USS Illinois nevet, és számos átalakítást végeztek rajta, hogy illeszkedjen az 1938-ban kidolgozott "gyors csatahajó" koncepcióba. A hajó építésének költségeit 1940-ben fogadta el az Amerikai Egyesült Államok Kongresszusa a Two Ocean Navy törvénnyel. Ezt követően az Illinois lehetett az amerikai haditengerészet ötödik Iowa osztályú csatahajója.
Testvérhajóihoz hasonlóan az Illinois ára is 125 millió dollár volt, építése pedig körülbelül 30-40 hónapot vett volna igénybe. Feladata elsősorban az Essex osztályú repülőgép-hordozók védelme lett volna. Az Iowa osztály tagjaként az Illinois szélessége is 33 méter lett volna, melyhez 260 méteres, vízvonalban mért hossz társult. A hajó így 34,9 csomós, azaz 64,6 km/h-s sebességre lett volna képes. Az osztály hajói ezek mellett meghosszabbított orral és hajóközéppel, valamint bulbaorral is rendelkeztek, melyek a hajók sebességének növelését szolgálták.
A Kentucky-hoz hasonlóan, az Illinois is különbözött a többi Iowa osztályú csatahajótól, mivel ezen két hajó törzse teljes mértékben hegesztéssel készült, szemben a korábbi hajók szegecselt és hegesztett megoldásaival. A hegesztések kizárólagos használatával a hajók teste könnyebb és erősebb lett. A mérnökök fontolóra vették, hogy a hajóra, az eredetileg a Montana osztályra tervezett páncélzatot építik, mellyel a hajó páncélzata 20%-kal erősödne, de ezt az ötletet végül elvetették, mivel a hajó építésére szűkös volt az időkeret. A hajó árának előkerítésében komoly szerepet játszott King Neptune, a malac, akivel Illinois államot bejárva 19 millió dollárnyi hadikötvényt árvereztek el. Ez 2007-es árfolyamon 200 millió dollárt jelentene.

## Szétbontása

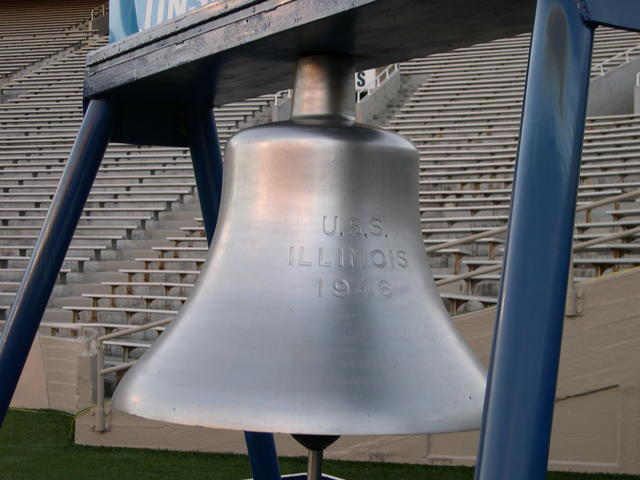
A USS Illinois harangja

Az Illinois építését 1942. december 6-án kezdték a philadelphiai Philadelphia Naval Shipyard-ban, de az építést 1945. augusztus 11-én leállították, mikor a hajó körülbelül 22%-os készültségi állapotban volt. Másnap, augusztus 12-én a hajót törölték a haditengerészet jegyzékéből. A hajó félkész törzsét egészen 1958 szeptemberéig megtartották, de ezután megkezdték a szétbontását.
A hajó harangját ekkorra már kiöntötték, és jelenleg az Illinoisi Egyetem Memorial Stadiumjában található. A harangon az "USS Illinois 1946" felirat olvasható. Az egyetem feljegyzései nem adnak egyértelmű választ arra, hogy a harangot konkrétan az egyetemnek, vagy az egyetem tengerészeti tartalékos tiszt képző alakulatának adományozták, de az Associated Press egyik 1983-ban megjelent cikke, az utóbbi verziót tartja helyesnek. Az AP cikke szerint a harang korábban egy washingtoni múzeumban volt, ameddig 1982-ben rá nem találtak és az illinoisi Fighting Illini amerikaifutball-csapathoz nem került. Azóta a harangot a tengerészeti tartalékos tiszt képző alakulat egyik tagja mindig megkongatja, ha a csapat gólt szerez, vagy touchdownt ér el.

## Képzeletben
Az Illinois feltűnik a Neon Genesis Evangelion egyik részében. A sorozat szerint a hajót befejezték, és szolgálatban állt egészen 2015-ös megsemmisüléséig.

### Bibliográfia
- Sumrall, Robert. Iowa Class Battleships: Their Design, Weapons & Equipment. Annapolis: Naval Institute Press (1988. augusztus 15.). ISBN 0870212982. OCLC 19282922
- Battleships: United States Battleships 1935–1992. Annapolis: Naval Institute Press (1995. augusztus 15.). ISBN 1557501742. OCLC 29387525
- McCullough, David G.. The Path Between the Seas: The Creation of the Panama Canal, 1870–1914. New York: Simon and Schuster (1977. augusztus 15.). ISBN 0671225634. OCLC 2695090
- Barrett, John. The Panama Canal, what it is, what it means. Washington, D.C.: Pan American Union (1913. augusztus 15.). OCLC 244998670

## Külső hivatkozások
- NVR – Illinois (BB 65)
- NavSource Archiválva 2006. december 5-i dátummal a Wayback Machine-ben
- Iowa osztály (BB 61-től BB 66-ig), 1940 és 1941 építési programja Archiválva 2015. január 1-i dátummal a Wayback Machine-ben